# 社會住宅
社會住宅是由政府出資並興建之住宅，或者是由政府承租民間的住宅，用以出租給低收入戶民眾的一種公營住宅。一般的公營住宅分為出租或販賣型，出租型式則稱為社會出宅。在歐洲亦稱之為「社會出租住宅」（Social Rented Housing），是指政府直接興建、補助興建或民間擁有之適合居住房屋，採「只租不賣」的精神，以低於市場租金或免費出租給所得較低的家戶或特殊的弱勢對象的公營住宅。此一名詞定義僅為概念指稱，各國中央與地方政府實際運作所使用之名稱不盡相同，例如美國稱之為affordable housing、日本稱公營住宅。